# Shadwell (wijk)
Shadwell is een wijk in het Londense bestuurlijke gebied Tower Hamlets, in het oosten van de regio Groot-Londen.

## Geboren
- Walter Pater (1839-1894), schrijver, essayist en criticus